# Michael Still (Märtyrer)
Michael Still (* 1893 in Probudzdenije bei Mariupol, Russisches Kaiserreich; † nach Juni 1938 in der Sowjetunion) war ein russlanddeutscher römisch-katholischer Geistlicher und Märtyrer.

## Leben
Michael Still wuchs als Sohn einer Bauernfamilie im Bistum Tiraspol auf und wurde Subdiakon der Kirche in Sofijiwka. Von 1914 bis 1917 diente er als Soldat in der Zarenarmee. Dann war er bis 1925 Lehrer und Staatsbeamter. 1925 wurde er zum Priester geweiht und wirkte in Fritz, Kasizk, Urbach (Krim) und in Odessa. Am 2. Februar 1930 wurde er verhaftet und am 6. Juni 1931 zu drei Jahren KZ verurteilt. Im Sommer 1934 ging er in die Verbannung. Der Ort ist nicht bekannt. Das letzte Lebenszeichen stammt vom 28. Juni 1938. Seitdem ist er verschollen.

## Gedenken
Die Römisch-katholische Kirche in Deutschland nahm Pfarrer Michael Still als Märtyrer in das deutsche Martyrologium des 20. Jahrhunderts auf.